# Alizée Baron
Pour les articles homonymes, voir Baron.
Alizée Baron (née le 6 août 1992 à Montpellier) est une skieuse française spécialisée dans la discipline du ski cross et licenciée dans le club d'Orcières-Merlette (Champsaur) dans les Hautes-Alpes. Elle a participé aux Jeux Olympiques d'hiver de 2014 à Sotchi en Russie, et aux Jeux Olympiques d'hiver de 2018 à PyeongChang en Corée du Sud, se classant vingtième à Sotchi (2014) et cinquième à PyeongChang (2018). Elle est montée sur onze podiums dans la Coupe du monde. Son premier podium en 2012, à St. Johann in Tirol, avant de gagner sa première épreuve en 2015 à Åre (Suède).
En 2013, elle participe à ses premiers Championnats du monde à Voss lors desquels elle prend la septième place. En 2019, elle décroche la médaille de bronze lors des championnats du monde de ski cross à Park City aux États-Unis.

## Biographie
Formée en ski alpin, elle se tourne durant son adolescence au skicross. Championne de France junior en 2010, elle remporte en 2011 la Coupe d'Europe de skicross (antichambre de la Coupe du monde).
Elle intègre la coupe du monde lors de la saison 2011-2012 à dix-neuf ans et monte sur un podium après sa quatrième participation à une épreuve à St. Johann in Tirol derrière Ophélie David et Anna Wörner. Elle récidive la semaine suivante lors de l'étape des Contamines où cette fois-ci elle atteint la seconde place derrière la Suissesse Sanna Lüdi. En février 2015, elle remporte sa première épreuve de Coupe du monde à Åre. Le 4 octobre 2016, elle rejoint l'armée de champion au sein de l'équipe de France militaire de ski.
Lors des Jeux olympiques de Pyeongchang 2018, elle est éliminée en demi-finale mais remporte la petite finale et se classe finalement 5e. Bien qu'il ne s'agisse pas de médaille, il s'agit d'une belle performance après avoir été opérée du dos un an auparavant et risqué la fin de sa carrière.
Elle est étudiante à partir de 2018 à l'université de Savoie.
Le 2 février 2019, elle empoche la médaille de bronze aux championnats du monde de ski cross à Park City aux États-Unis.
En février 2024, Alizée Baron annonce sa retraite et explique que des douleurs persistante au dos depuis 2021 ne lui permettent plus de vivre au mieux sa carrière professionnelle.
Depuis février 2024, elle est devenue monitrice de ski au sein de l'École de Ski Français (ESF) de la station Orcières Merlette 1850.

## Palmarès

### Jeux Olympiques
- Sotchi 2014 :
  - 20e en skicross.
- Pyeongchang 2018 :
  - 5e en skicross

### Championnats du monde
- Voss 2013 : 
  - 7e en skicross (demi-finaliste).
- Kreischberg 2015 :
  - 16e en skicross.
- Park City 2019 :
  -  en skicross.
- Idre Fjäll 2021 :
  -  en skicross.

### Coupe du monde
- Meilleur classement général en skicross : 2e en 2015 et 2021.
- 19 podiums individuels dont 2 victoires.

#### Détail des podiums
| Année     | 1re place                 | 2e place                   | 3e place                                           |
| --------- | ------------------------- | -------------------------- | -------------------------------------------------- |
| 2010/2011 | —                         | —                          | —                                                  |
| 2011/2012 | —                         | Les Contamines             | St. Johann in Tirol Bischofswiesen                 |
| 2012/2013 | —                         | —                          | —                                                  |
| 2013/2014 | —                         | —                          | —                                                  |
| 2014/2015 | Åre                       | Tegernsee                  | Val Thorens                                        |
| 2015/2016 | —                         | Val Thorens Malles Venosta | Innichen Idre Arosa                                |
| 2016/2017 | —                         | —                          | —                                                  |
| 2017/2018 | —                         | —                          | Nakiska                                            |
| 2018/2019 | —                         | —                          | Blue Mountain (en) Feldberg Sunny Valley Veysonnaz |
| 2019/2020 | Blessée (douleurs au dos) | Blessée (douleurs au dos)  | Blessée (douleurs au dos)                          |
| 2020/2021 | Idre Fjäll                | Idre Fjäll                 | Veysonnaz                                          |

### Championnats de France Elite
- Championne de France en 2015 et 2016
- Vice-championne en 2012, 2014, 2018 et 2019